# Phrurolinillus lisboensis
Espèce
Phrurolinillus lisboensis est une espèce d'araignées aranéomorphes de la famille des Phrurolithidae.

## Distribution
Cette espèce se rencontre au Portugal et en Espagne.

## Étymologie
Son nom d'espèce, composé de isbo[a] et du suffixe latin -ensis, « qui vit dans, qui habite », lui a été donné en référence au lieu de sa découverte, Lisbonne.

## Publication originale
- Wunderlich, 1995 : Beschreibung der neuen Gattung Phrurolinillus der Familie Corinnidae aus Europa (Arachnida: Araneae). Beiträge zur Araneologie, vol. 4, p. 739-742.